# Loures-Barousse
Loures-Barousse là một xã thuộc tỉnh Hautes-Pyrénées trong vùng Occitanie tây nam nước Pháp. Xã này nằm ở khu vực có độ cao trung bình 444 mét trên mực nước biển.